# Ketill hörðski Þorsteinsson
Ketill hörðski Þorsteinsson foi um víquingue e um dos primeiros colonizadores de Suður-Þingeyjarsýsla na Islândia (século IX). Era filho de Þorsteinn höfða, um hersir de Hordaland, Noruega. O seu irmão Eyvindur Þorsteinsson viajou para a Islândia após a morte do seu pai, e procurou terras em Reykjardal para os dois irmãos, apesar de ter tido um conflito com outro colonizador chamado Náttfari em que o expulsou. Ketill hörðski uniu-se mais tarde ao seu irmão e estabeleceu propriedade em Einarsstaðir. Desconhece-se detalhes sobre a sua família, porém as sagas nórdicas mencionam que teve uma filha.